# Валентіно Маццола
Валенті́но Маццо́ла (італ. Valentino Mazzola, * 26 січня 1919, Кассано-д'Адда — † 4 травня 1949, Суперга) — колишній італійський футболіст, півзахисник, нападник.
Насамперед відомий виступами за клуби «Венеція» та «Торіно», а також національну збірну Італії. Один з головних бомбардирів зіркового складу футбольного клубу «Торіно», який домінував в італійському футболі в 1940-х роках. Разом з партнерами по туринській команді трагічно загинув в авіаційній катастрофі на горі Суперга 4 травня 1949 року.
П'ятиразовий чемпіон Італії. Дворазовий володар Кубка Італії.
Батько Сандро Маццоли, нападника міланського «Інтера» та збірної Італії 1960-х та 1970-х років.

## Клубна кар'єра
Вихованець футбольної школи клубу «Кассано-д'Адда» з рідного містечка. У дорослому футболі дебютував 1936 року виступами за команду клубу «Трезольді», в якій провів два сезони, взявши участь у 45 матчах чемпіонату.[джерело?]
Протягом 1938—1939 років захищав кольори міланського клубу «Альфа Ромео», що виступав у Серії C.
Своєю грою за останню команду привернув увагу представників тренерського штабу «Венеції», до складу якої приєднався 1939 року. Відіграв за венеційський клуб наступні три сезони своєї ігрової кар'єри. Більшість часу, проведеного у складі «Венеції», був основним гравцем команди. У її складі виборов титул володаря Кубка Італії 1941 року.
1942 року перейшов до клубу «Торіно», за який відіграв 7 сезонів як гравець основного складу. У складі «Торіно» був одним з головних бомбардирів команди, із середньою результативністю 0,61 гола за гру першості. За цей час додав до переліку своїх трофеїв п'ять титулів чемпіона Італії та знову став володарем Кубка Італії (у 1943 році).
Свій останній, п'ятий, титул чемпіона Італії в сезоні 1948–49 Маццола отримав уже посмертно: 4 травня 1949 року команда трагічно загинула в авіакатастрофі на горі Суперга неподалік Турина. До кінця першості лишалося 4 тури, «Торіно» очолював турнірну таблицю, і всі загиблі гравці клубу посмертно отримали чемпіонський титул після того, як гравці молодіжної команди клубу, що догравали сезон у Серії A, виграли в усіх чотирьох останніх матчах першості. Варто зазначити, що їх суперники («Дженоа», «Палермо», «Сампдорія» та «Фіорентіна») у цих матчах з поваги до загиблих чемпіонів також виставляли на поле молодіжні склади своїх клубів.

## Виступи за збірну
5 квітня 1942 року дебютував в офіційних матчах у складі національної збірної Італії (Італія–Хорватія 4:0). Через 14 днів, у своєму другому матчі за збірну, проти Іспанії (4:0), забив свій перший м'яч у складі «скуадри адзурри». Протягом кар'єри в національній команді, яка тривала 8 років (з перервою у зв'язку з Другою світовою війною), провів 12 матчів, забивши 4 голи. Війна та загибель у авіакатастрофі не дозволили йому хоча б раз зіграти на чемпіонаті світу.

## Статистика виступів

### Статистика клубних виступів
| Сезон               | Клуб                | Чемпіонат | Чемпіонат | Чемпіонат |
| Сезон               | Клуб                | Ліга      | Ігор      | Голів     |
| ------------------- | ------------------- | --------- | --------- | --------- |
| 1935–36             | «Трезольді»         | ПД        | ?         | ?         |
| 1936–37             | «Трезольді»         | ПД        | ?         | ?         |
| 1937–38             | «Трезольді»         | ПД        | ?         | ?         |
| 1938–39             | «Альфа Ромео»       | C         | ?         | ?         |
| 1939–40             | «Венеція»           | A         | 6         | 1         |
| 1940–41             | «Венеція»           | A         | 27        | 6         |
| 1941–42             | «Венеція»           | A         | 28        | 5         |
| Усього за «Венецію» | Усього за «Венецію» |           | 61        | 12        |
| 1942–43             | «Торіно»            | A         | 30        | 11        |
| 1943–44             | «Торіно»            | ЧІ        | 25        | 21        |
| 1945–46             | «Торіно»            | ЧІ        | 35        | 16        |
| 1946–47             | «Торіно»            | A         | 38        | 29        |
| 1947–48             | «Торіно»            | A         | 37        | 25        |
| 1948–49             | «Торіно»            | A         | 30        | 16        |
| Усього за «Торіно»  | Усього за «Торіно»  |           | 195       | 118       |

### Статистика виступів за збірну
| Дата       | Місто     | Господарі | Результат | Гості          | Турнір           | Голи | Примітки |
| ---------- | --------- | --------- | --------- | -------------- | ---------------- | ---- | -------- |
| 05/04/1942 | Генуя     | Італія    | 4 – 0     | Хорватія       | товариський матч | -    |          |
| 19/04/1942 | Мілан     | Італія    | 4 – 0     | Іспанія        | товариський матч | 1    |          |
| 11/11/1945 | Цюрих     | Швейцарія | 4 – 4     | Італія         | товариський матч | -    |          |
| 01/12/1946 | Мілан     | Італія    | 3 – 2     | Австрія        | товариський матч | 1    |          |
| 27/04/1947 | Флоренція | Італія    | 5 – 2     | Швейцарія      | товариський матч | 1    |          |
| 11/05/1947 | Турин     | Італія    | 3 – 2     | Угорщина       | товариський матч | -    |          |
| 09/11/1947 | Відень    | Австрія   | 5 – 1     | Італія         | товариський матч | -    |          |
| 14/12/1947 | Барі      | Італія    | 3 – 1     | Чехословаччина | товариський матч | -    | кап.     |
| 04/04/1948 | Париж     | Франція   | 1 – 3     | Італія         | товариський матч | -    | кап.     |
| 16/05/1948 | Турин     | Італія    | 0 – 4     | Англія         | товариський матч | -    | кап.     |
| 27/02/1949 | Генуя     | Італія    | 4 – 1     | Португалія     | товариський матч | 1    | кап.     |
| 27/03/1949 | Мадрид    | Іспанія   | 1 – 3     | Італія         | товариський матч | -    | кап.     |
| Усього     |           | Матчів    | 12        |                | Голів            | 4    |          |

## Титули і досягнення

### Командні
- Чемпіон Італії (5):

«Торіно»: 1942–43, 1945–46, 1946–47, 1947–48, 1948–49
- Володар Кубка Італії (2):

«Венеція»: 1940–41: «Торіно»: 1942–43

### Особисті
- Найкращий бомбардир Серії A (1):

1946–47 (29 голів)
- Найкращий бомбардир Кубка Італії (1):

1942–43 (5 голів)